# Късомуцунеста игла
Късомуцунестата игла (Syngnathus abaster), позната още като черноивичеста игла, е риба от семейство иглови (Syngnathidae).

## Разпространение и местообитание
Има висока толерантност към солеността на водата, поради което обитава различни морски и сладководни водоеми, обикновено сред водорасли, но също и върху тинесто дъно на дълбочина до 5 m. Среща се по атлантическото крайбрежие на Португалия и Испания, както и в Средиземно и Черно море.

## Описание
Достига максимална дължина 21 cm и максимално тегло 5 – 10 g. Тялото е издължено. Дължината на муцуната е около половината от дължината на главата. Оцветяването е кафеникаво до зеленикаво, с тъмни или светли петна или линии по тялото, често с тъмни петна или линия в основата на гръбната перка.

## Хранене
Диетата ѝ е съставена най-вече от новородени риби и дребни ракообразни.

## Размножаване
Обикновено живее 4 години.